# Лупче (губа)
Губа Лу́пче — морская губа (залив) Белого моря. Является частью Кандалакшского залива. В губу впадает река Лупче-Савино. У северного берега губы находится морской порт Кандалакша.
Губа Лупче находится к северо-востоку от губы Канда и отделяется от неё и губы Ульяшиха мысом Лемойный. В губе лежат острова Лупчи. Берега губы Лупче — гористые, покрыты тундрой и смешанным лесом; у уреза воды обнажаются гранитные массивы.
В начале ноября губа покрывается льдом, а вскрывается в конце или половине мая. Средняя часть губы под действием сильного постоянного течения не замерзает; здесь наблюдается плавучий лёд. Весной часть льда тает на месте, а часть выносится течением в залив.